# Alessandro Verri
Pour les articles homonymes, voir Verri.
Le comte Alessandro Verri, né à Milan le 9 novembre 1741 et mort à Vérone le 23 septembre 1816 était un économiste, homme politique milanais.

## Biographie
Patricien milanais, il fonda avec son frère Pietro Verri, philosophe des Lumières, l'Accademia dei Pugni en 1761, puis ils lancèrent le périodique Il Caffè en compagnie de Beccaria et d'autres comme Visconti, Frisi ou Longhi afin de remettre en question la société d'un point de vue social, culturel et linguistique. Législateur, Protecteur des prisons de Milan, il fut aussi moraliste inspiré du Muratori, Voltaire et Montesquieu et influença Beccaria pour son ouvrage Des délits et des peines.

## Œuvres
On a du comte Verri :
- un grand nombre d’articles philosophiques et littéraires, réunis dans un volume in-12, ayant pour titre : Biblioteca scelta di opere italiane antiche e moderne, volume unico, in-12, Milan, 1818 ;
- Essai sur l’histoire générale d’Italie, depuis la fondation de Rome jusqu’à nos jours ;
- une traduction en prose italienne de l’Hamlet, de Shakespeare (inédite) ;
- la Conjuration de Milan, Panthée, tragédies imprimées à Milan sous le titre d’Essais dramatiques ;
- L’Iliade d’Homère abrégée, avec des notes pour l’intelligence du texte et la liaison des parties ;
- Analyse et commentaire de la Cyropédie de Xènophon ;
- Commentaires, analyses et critiques des principaux orateurs grecs ;
- le roman Le avventure di Saffo poetessa di Mitilene, 1 vol. in-8°. Il existe une traduction française de cet ouvrage par Joseph Joly de Salins.
- Les Nuits romaines au tombeau des Scipions. Cet ouvrage, depuis sa première publication, en 1780, a eu, en Italie et en France, de nombreuses éditions en différents formats. Il en existe des traductions en allemand et en anglais, et des paraphrases partielles en vers italiens. Une première traduction française parut à Lausanne, en 1796. Il en a paru une autre traduction en 1830, Paris, in-12.
- La préface de la traduction des Dits mémorables de Socrate, par Michelangelo Giacomelli ;
- la traduction italienne des Amours de Daphnis et Chloé ;
- la Vie d’ Erostrate, que l’on trouve réunie, dans quelques éditions italiennes, avec les Nuits romaines. Il y a deux traductions françaises de ce roman : l’une par l’auteur de cet article (une 3e édition a paru en 1826), l’autre par un anonyme. Alessandro Verri laissa en outre à sa mort divers manuscrits inédits, parmi lesquels se trouvait une histoire de la révolution française, dont en 1858 Tullio Dandolo a entrepris à Milan la publication sous ce titre : Evénements mémorables de 1789 à 1801.

## Romans
- Le avventure di Saffo poetessa di Mitilene, 1782 ;
- Notti romane al sepolcro degli Scipioni, 1792 et 1804 ;
- Lettre de Paris à son frère Pietro 1766.